# Venuše a Mars (Veronese)
Venuše a Mars je olejomalba na plátně, kterou v 70. letech 16. století namaloval italský renesanční malíř Paolo Veronese.
Obraz byl objednán císařem Rudolfem II. a je jedním ze tří děl s mytologickým a milostným námětem, které si u umělce objednal. Další dvě se nacházejí ve Frick Collection v New Yorku: Alegorie ctnosti a výkonnosti a Alegorie pramene moudrosti a moci. Obraz zobrazuje romantickou lásku římské bohyně lásky Venuše a boha války Marta, jak ji popisují Ovidiovy Proměny.

## Popis
Setkání obou milenců se odehrává v idylické, poklidné krajině. Vlevo stojí nahá bohyně, která levou rukou objímá Marta, jenž sedí před ní v brnění. Pravá ruka Venuše spočívá na jejím prsu, z něhož vytéká mléko, což zdůrazňuje její ženskost. Na pravé straně je válečný kůň boha války. Jeho silueta je inspirována antickým sochařstvím. Zvýrazněná muskulatura zvířete vyjadřuje jeho sílu, zatímco skloněná hlava a klidný pohled zjemňují jeho obraz. Dva putti (andílci) mají v interpretaci díla klíčovou roli. První, který krotí koně, symbolizuje podrobení milostných tužeb boha Marta, tedy ovládání vášní. Druhý putto, který uvazuje stuhu kolem nohou Venuše, představuje spojení milenců ve věčnou lásku a harmonii v době bez válek. Mléko z Venušina prsu symbolizuje hojnost míru, který je potravou pro celé lidstvo. Umělec se podepsal na kamenném disku: PAVLUS VERONENSIS F.

## Interpretace
Veronese své dílo opakovaně přepracovával. Rentgenová studie, kterou popsal Alan Burroughs ve své knize Art Criticism from a Laboratory, ukázala, že původní poloha Venušina těla byla odlišná a byla zřejmě zahalena látkou směřující dolů. Nevinný andílek v původní verzi obrazu nebyl. Není jasné, proč Veronese tyto změny provedl.

## Provenience
V roce 1621 byl na Pražském hradě pořízen katalog děl ze sbírky Rudolfa II. Během staletí měl obraz mnoho majitelů a putoval po celé Evropě. Byl ve vlastnictví Ferdinanda III. Habsburského, a po švédském vpádu do Prahy v roce 1648 přešel do sbírky švédské královny Kristiny, která ho odvezla do svého exilu v Římě. Poté přešel do vlastnictví rodiny Odescalchiciů a později do slavné Orleánské sbírky v Paříži. V roce 1792 se dostal do sbírky Edouarda de Walckierse v Bruselu, ale v roce 1798 se vrátil do Paříže a následně putoval do Londýna. Po několika anglických majitelích byl v roce 1910 prodán Metropolitnímu muzeu umění.